# Boëssé-le-Sec
Boëssé-le-Sec är en kommun i departementet Sarthe i regionen Pays de la Loire i nordvästra Frankrike. Kommunen ligger i kantonen Tuffé som tillhör arrondissementet Mamers. År 2022 hade Boëssé-le-Sec 534 invånare.

## Befolkningsutveckling
Antalet invånare i kommunen Boëssé-le-Sec
| Referens: INSEE |